# Eungbong (métro de Séoul)
Eungbong (hangeul : 응봉 ; hanja : 鷹峰) est une station de passagne de la ligne Gyeongui-Jungang du métro de Séoul. Elle est située au 246 Eungbong-dong, dans l'arrondissement d'Yongsan-gu à Séoul en Corée du Sud. 

## Situation sur le réseau

Plan du réseau du métro de Séoul (2023)

Établie en surface, Eungbong, est une station de passage de la ligne Gyeongui-Jungang du métro de Séoul : elle est située entre la station Oksu, en direction du terminus ouest Munsan, et la station Hannam, en direction du terminus est Jipyeong.